# Arnold Rieder
Arnold Rieder (Brunico, 28 aprile 1976) è un ex sciatore alpino italiano.

## Biografia
Specialista dello slalom gigante nato a Brunico, originario di Maranza di Rio di Pusteria e tesserato per il gruppo sportivo Fiamme Gialle, debuttò in campo internazionale ai Mondiali juniores di Lake Placid 1994 e in Coppa del Mondo il 10 febbraio 1996, nello slalom gigante tenutosi a Hinterstoder, senza qualificarsi per la seconda manche. Un anno dopo, il 18 febbraio 1997, colse il primo podio in Coppa Europa, arrivando 2º nello slalom gigante di Altaussee, mentre la sua unica vittoria nel circuito continentale giunse il 15 febbraio 1999 a Ravascletto, sempre in slalom gigante.
Nel 2003 partecipò ai Mondiali di Sankt Moritz, sua unica presenza iridata (15º in slalom gigante, non concluse il supergigante) e conquistò, il 26 ottobre, il suo miglior piazzamento in Coppa del Mondo: 4º nello slalom gigante di Sölden; il 23 gennaio 2004 a Kitzbühel ottenne invece la sua miglior prestazione in supergigante, 16º. Infortunato, non partecipò più a gare agonistiche dall'ottobre del 2007; la sua ultima presenza al cancelletto di partenza fu quella allo slalom gigante di Coppa del Mondo disputato a Sölden il 28 ottobre di quell'anno (gara non conclusa).

## Palmarès

### Coppa del Mondo
- Miglior piazzamento in classifica generale: 45º nel 2004

### Coppa Europa
- 7 podi (dati parziali, dalla stagione 1994-1995):
  - 1 vittoria
  - 4 secondi posti
  - 2 terzi posti

#### Coppa Europa - vittorie
| Data             | Località    | Paese  | Specialità |
| ---------------- | ----------- | ------ | ---------- |
| 15 febbraio 1999 | Ravascletto | Italia | GS         |

Legenda:

GS = slalom gigante

### Campionati italiani
- 2 medaglie[1]:
  - 2 bronzi (supergigante nel 2003; slalom gigante nel 2006)